# 埃塞俄比亚商业银行总部
埃塞俄比亚商业银行总部是位于埃塞俄比亚亚的斯亚贝巴的一座摩天大樓，是一個集银行、会议、写字楼、餐饮、购物於一體的商業綜合體。该樓是埃塞俄比亚最高的建筑。它是埃塞俄比亚商业银行的总部，該銀行也是埃塞俄比亚最大的银行。

## 历史
該建築於2015年开始施工，由中国建筑集团旗下的中国建筑股份有限公司承建。2015年6月27日奠基。2019年下半年封顶。
该建筑原定于2019年1月19日完工。不過到了2018年8月，该大楼又要推遲至2020年竣工。

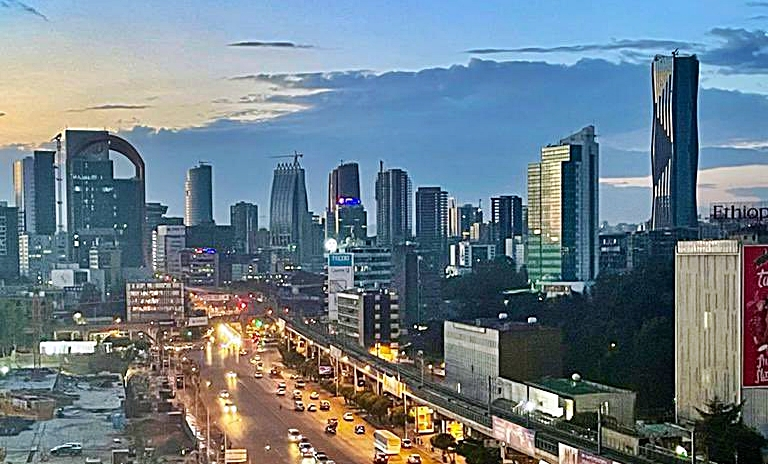
埃塞俄比亚商业银行总部，位于城市天际线的右上角。

## 设计
该建筑高198米（一說高206米），52层，它有两个5层裙楼和20米深的地下停车场。该建筑分為地上46层以及地下4层。该建筑建筑面积為150,000平方米。 
該建築有八个会议厅、一个灾难紧急等待室、两个位于顶层的餐厅，以及一个观光塔。